# Berneuil-sur-Aisne
Berneuil-sur-Aisne är en kommun i departementet Oise i regionen Hauts-de-France i norra Frankrike. Kommunen ligger i kantonen Attichy som tillhör arrondissementet Compiègne. År 2022 hade Berneuil-sur-Aisne 937 invånare.

## Befolkningsutveckling
Antalet invånare i kommunen Berneuil-sur-Aisne
| Referens: INSEE |